# Ferocactus recurvus
Ferocactus recurvus là một loài thực vật có hoa trong họ Cactaceae. Loài này được (Mill.) Borg mô tả khoa học đầu tiên năm 1937.

## Hình ảnh

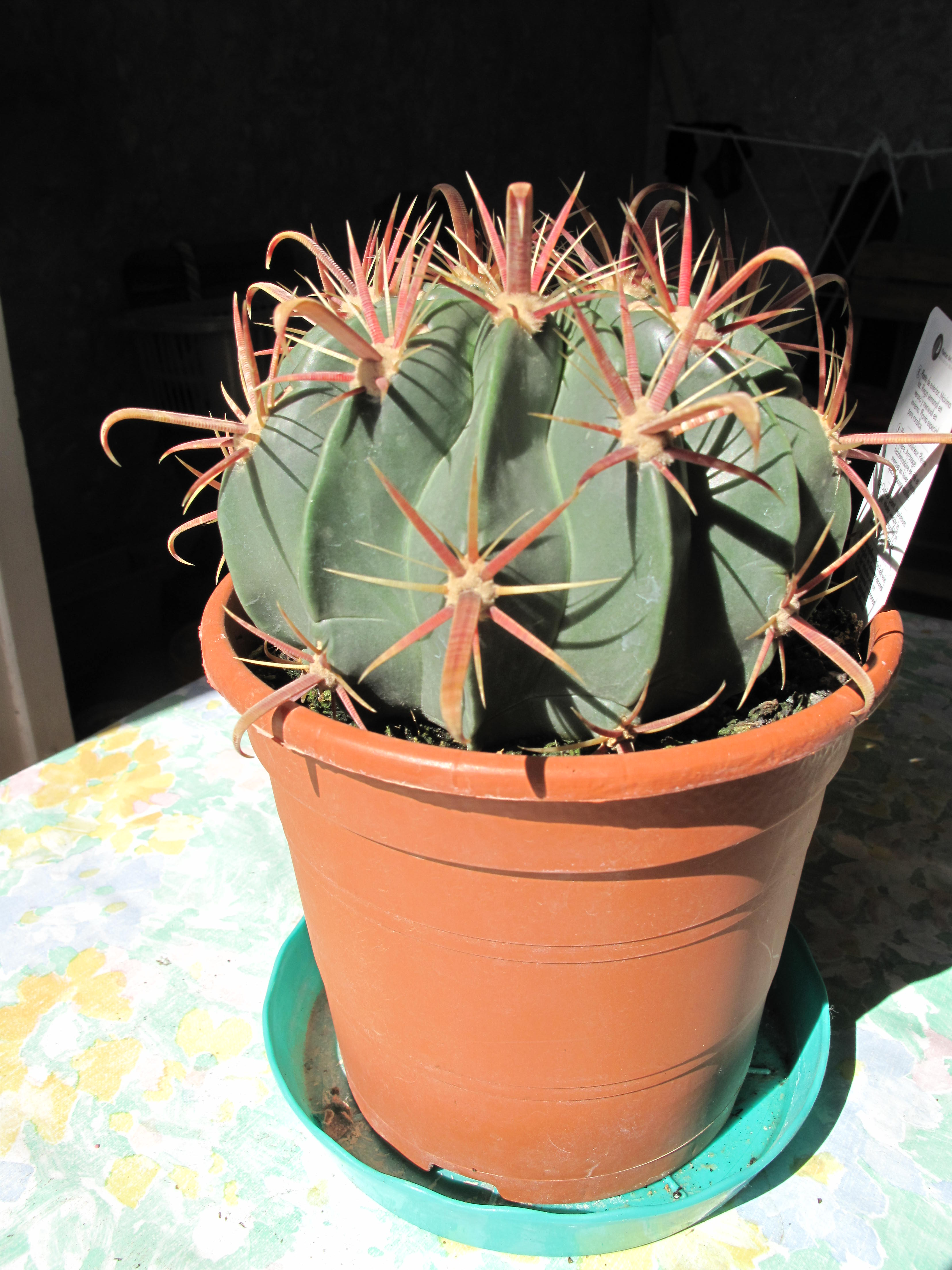
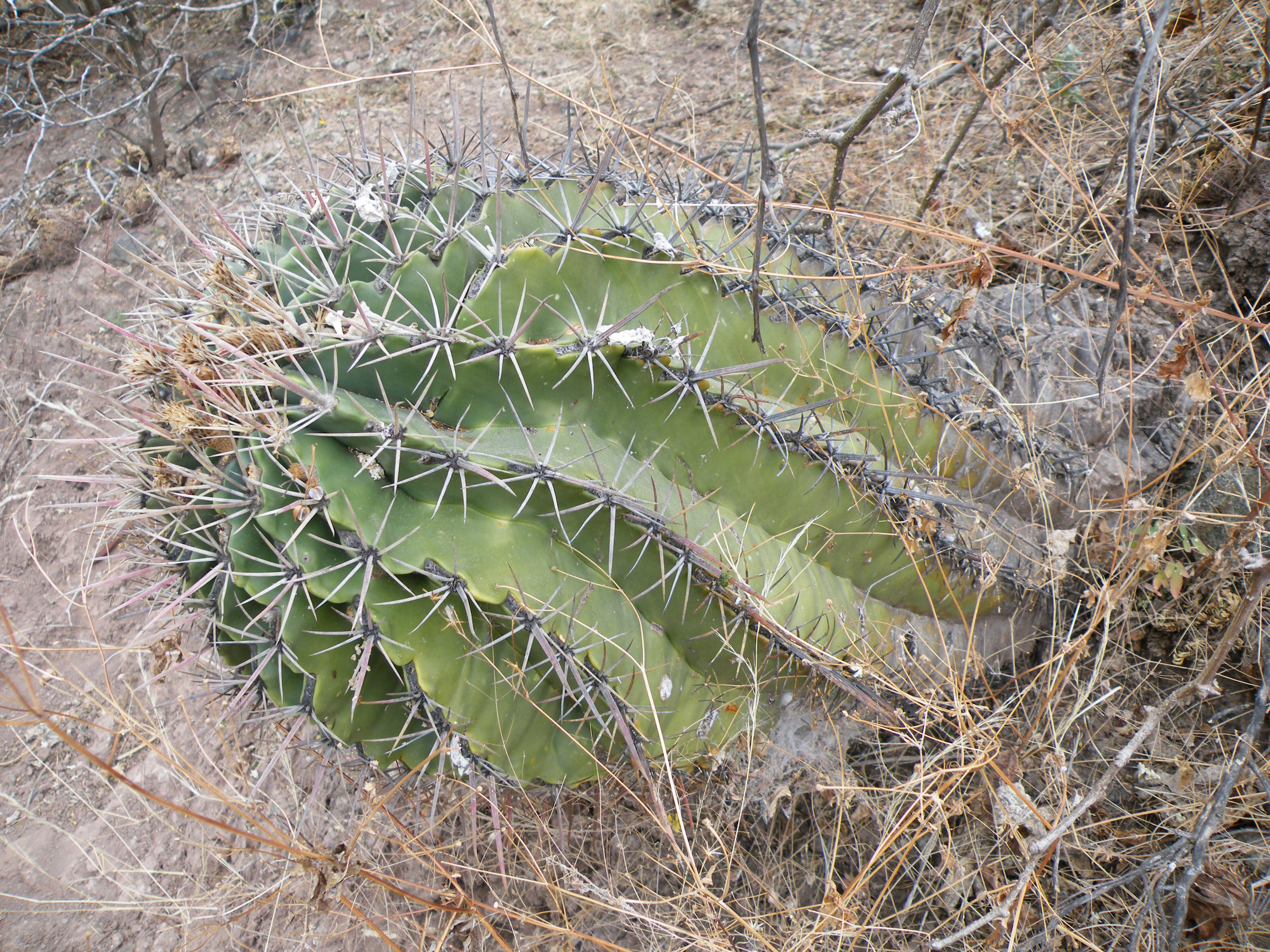
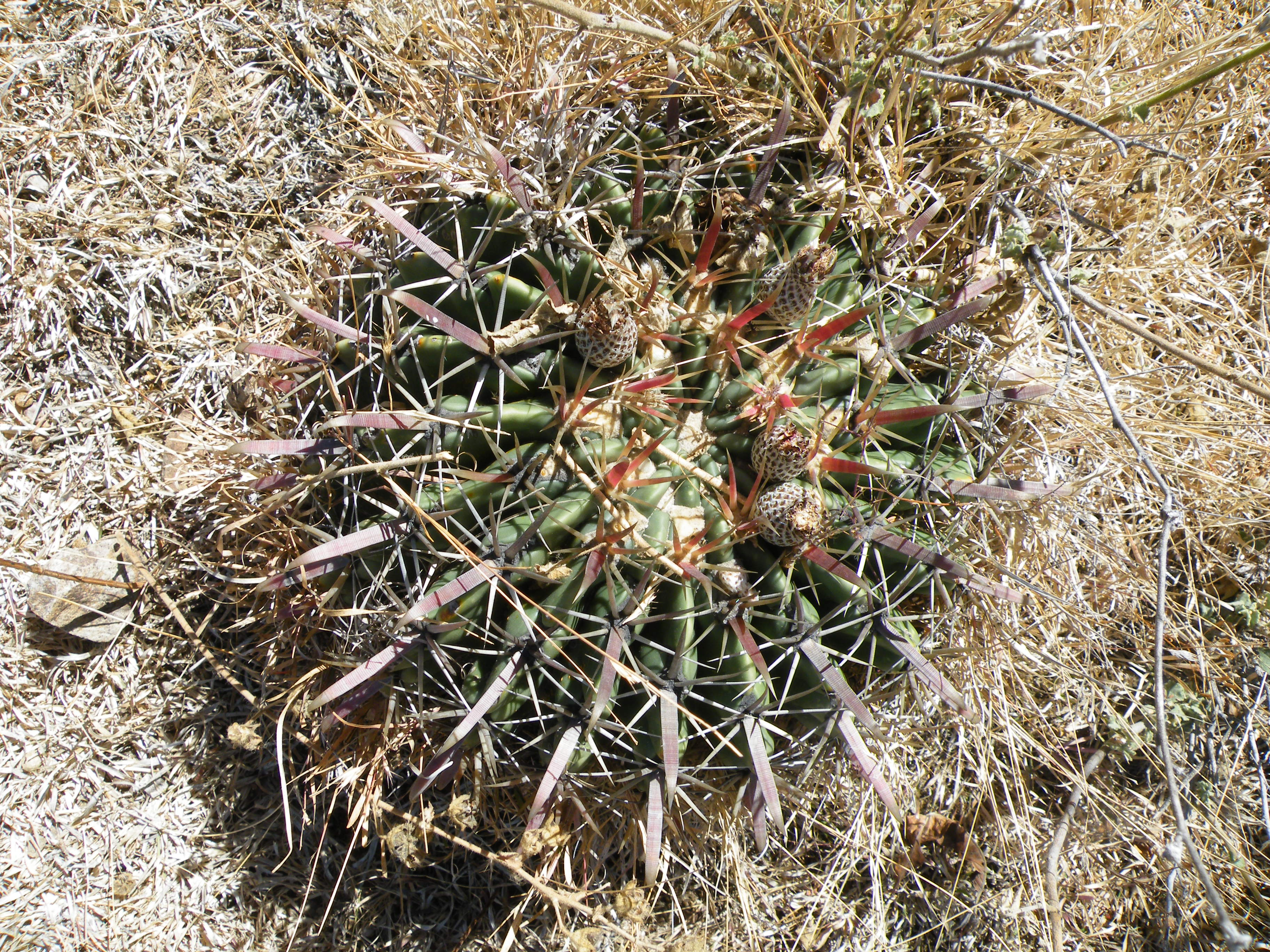
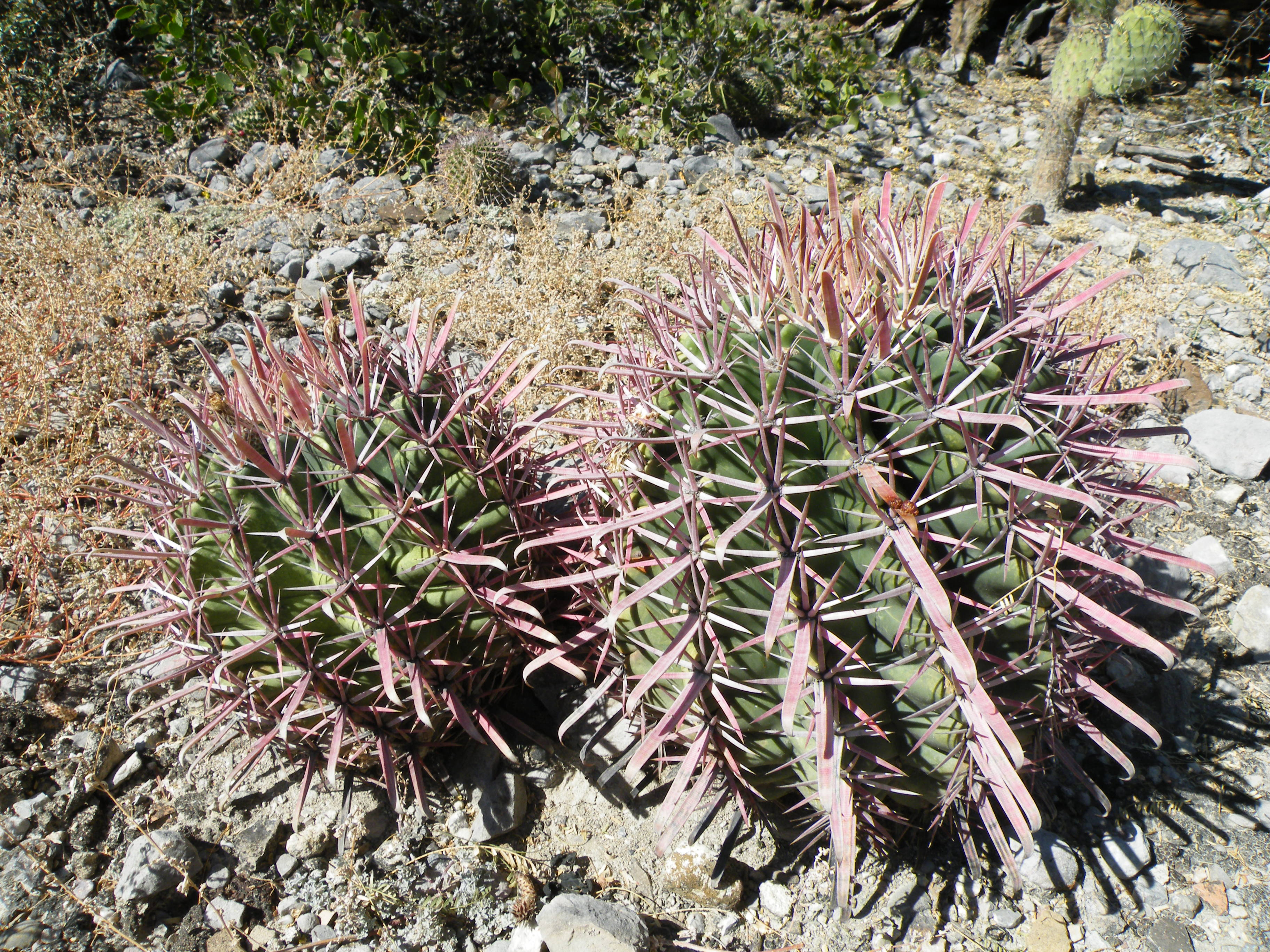